# Arrangoitze
Arrangoitze (en francès i oficialment Arcangues) és un municipi d'Iparralde al territori de Lapurdi, que pertany administrativament al departament dels Pirineus Atlàntics (regió de la Nova Aquitània).
Arrangoitze limita al nord amb Anglet, al nord-est amb Basusarri i amb la comuna d'Uztaritze a l'est. A l'oest és veïna d'Arbona, al sud-oest d'Ahetze i al sud, de la comuna de Senpere.

## Patrimoni
Del seu patrimoni arquitectònic històric destaquen els edificis del château d'Arcangues reconstruït el 1900 i del château du Bosquet reformat el 1905 per Jean-Baptiste Ernest Lacombe. L'església parroquial és un edifici del segle xvi en el cementiri del qual reposen les restes del cantant d'òpera irunès Luis Mariano (1914-1970).

## Demografia
| 1901 | 1936 | 1954 | 1962 | 1968 | 1975 | 1982 | 1990 | 1999 |
| ---- | ---- | ---- | ---- | ---- | ---- | ---- | ---- | ---- |
| 1084 | 1149 | 1160 | 1348 | 1580 | 1728 | 2155 | 2506 | 2733 |
|      |      |      |      |      |      |      |      |      |

## Administració
| Data d'elecció                               | Identitat        | Qualitat |
| -------------------------------------------- | ---------------- | -------- |
| Les dades anteriors a 1983 no són conegudes. |                  |          |
| 1983                                         | Jean Michel Colo |          |
| 1989                                         | Jean Michel Colo |          |
| 1995                                         | Jean Michel Colo |          |
| 2001                                         | Jean Michel Colo |          |